# Faust (文藝雜誌)
《Faust》（ファウスト），是日本講談社不定期發行的文藝雜誌，2003年9月創刊，第8期於2011年9月發售。
曾授權台灣、韓國、美國發行當地語言版。其中台灣版由尖端出版發行，2006年2月7日創刊，雜誌定名為《浮文誌》。
以下基於日本版《Faust》做整體介紹。

## 連載作家
依刊載順序記載。漫＝漫畫浮士德。

### 小說
梅菲斯特獎得獎者
- 舞城王太郎（1,3,4,6B）、佐藤友哉（1,2,3,4,5,6A,7）、西尾維新（1,2,3,4,5,6A,6B,漫,7）、清涼院流水（實用小說 2,3,4,5）、北山猛邦（4,6B,7）、浦賀和宏（4,5,6B）

視覺小說作家
- 奈須蘑菇（3,6A,6B）、原田宇陀兒（3）、元長柾木（3）、龍騎士07（6A,6B）、錦メガネ（6A,6B,7）

其他
- 小林紀晴（寫說 1,6A）、飯野賢治（1）、乙一（2,4,6A）、瀧本龍彥（2,3,4）、渡邊浩貳（ショートショート 2,3,4,5,6A,6B,コ,7）、上遠野浩平（5,6A,コ,7）、筒井康隆（7）、小柳粒男（7）

海外作家
- トム・ジョーンズ（Thom Jones）（2）、郭敬明（7）

### 彩色圖畫故事
- ジョージ朝倉（2,コ）、やまさきもへじ（2,3,4,5,6B,7）、舞城王太郎（3）、笹井一個（3）、竹（3）、405（4,5）、toi8（4）、籬讒贓（4）、西島大介（4）、TAGRO（5）、x6suke（5）、VOFAN（6A,6B,漫,7）、片山若子（6A）、ヨシツギ（6A,7）、門小雷（漫）、パク・ソンウ（漫）、年年（7）

### 漫畫
- TAGRO（1,2,3,漫）、竹（1,2,3）、箸井地図（4,5,6A）、舞城王太郎（5,漫）、toi8（5,6B,漫）、ウエダハジメ（6A,6B,漫,7）、西島大介（漫）、高河弓（漫）、ともひ（漫）、フレッド・ギャラガー（7）、シオミヤイルカ（7）

### 小說插畫
在彩色圖畫故事、漫畫未記載到的作者部分。
- 鬼頭莫宏、西村キヌ、すぎむらしんいち、小畑健、D.K、こやまひろかず、副島成記、CLAMP、横山光輝、いとうのいぢ、長月みそか

## 刊行狀況

### 日本版
- Vol.1（2003年10月、ISBN 4-06-179553-8）
- Vol.2（2004年3月、ISBN 4-06-179554-6）
- Vol.3（2004年7月、ISBN 4-06-179430-4）
- Vol.4（2004年11月、ISBN 4-06-179446-9）
- Vol.5（2005年5月、ISBN 4-06-179572-4）
- Vol.6 SIDE-A（2005年11月、ISBN 4-06-179586-4）
- Vol.6 SIDE-B（2005年12月、ISBN 4-06-179587-2）
- 別冊Faust「Comic Faust」（2006年6月24日、ISBN 4-06-378808-3）
- Vol.7（2008年8月、ISBN 978-4-06-378821-1）
- Vol.8（2011年9月、ISBN 978-4-06-379392-5）

### 台灣版（《浮文誌》）
尖端出版發行，2006年2月創刊。刊物口號為「中日混血文藝新浪潮 全台第一本輕文學MOOK」，共發行Vol.1至Vol.4 SIDE-A共5卷。Vol.4 SIDE-A於2007年8月發行後，《浮文誌》停止發行。
- Faust 浮文誌 Vol.1（2006年2月7日、ISBN 9789571031576）
  - 舞城王太郎 - 在我頭上鑽個洞 The Drill Hole In My Brain
  - 佐藤友哉 - 紅色的莫斯科騾子
  - 西尾維新 - 新本格魔法少女莉絲佳

- Faust 浮文誌 Vol.2（2006年6月22日、ISBN 9789571032788）
  - 乙一 - F先生的口袋
  - 瀧本龍彥 - ECCO
  - 佐藤友哉 - 黑色的寶礦力水得
  - 西尾維新 - 新本格魔法少女莉絲佳 有影子的地方就有光。

- Faust 浮文誌 Vol.3 SIDE-A（2006年8月10日、ISBN 9789571033532）
  - 奈須茸 - DDD J the E.
  - 佐藤友哉 - 彩色的檸檬健怡可樂（濃縮版）
  - 瀧本龍彥 - ECCO

- Faust 浮文誌 Vol.3 SIDE-B（2006年11月21日、ISBN 9789571033792）
  - 西尾維新 - 新本格魔法少女莉絲佳 敵人的敵人是天敵!
  - 西尾維新 - 殺人鬼零崎軋識
  - 舞城王太郎 - 駒月萬紀子
  - 原田宇陀兒 - 在Southberry樹下

- Faust 浮文誌 Vol.4 side-A（2007年8月9日、ISBN 9789571036564）
  - 乙一 - 遠去的孩子
  - 北山猛邦 - 心靈最後的距離
  - 佐藤友哉 - 地獄島的女王
  - 瀧本龍彥 - 新世紀紅色手巾
  - 西尾維新 - 手機聽衆
  - 乙一·北山猛邦·佐藤友哉·瀧本龍彥·西尾維新 - 對誰來說都不連續

- Faust 浮文誌 Vol.4 SIDE-B（預定2007年冬發售，實際未刊行）
  - Vol.4 SIDE-A卷末預告內容
    - 廢棄的鐵道線
    - 把你和美國裝進口袋
    - 深夜鑿井
    - ECCO
    - 新本格魔法少女莉絲佳
    - 紅花樓之謎（李柏青） - 第1回浮文誌新人賞佳作

## 關聯條目
- 尖端出版
- 講談社BOX
- 最前线